# Gmina związkowa Egelner Mulde
Gmina związkowa Egelner Mulde (niem. Verbandsgemeinde Egelner Mulde) – gmina związkowa w Niemczech, w kraju związkowym Saksonia-Anhalt, w powiecie Salzland. Siedziba gminy związkowej znajduje się w mieście Egeln. Utworzona została 1 stycznia 2010.
Gmina związkowa zrzesza pięć gmin, w tym jedno miasto oraz cztery gminy wiejskie: 
- Bördeaue
- Börde-Hakel
- Borne
- Egeln
- Wolmirsleben